# Гаудеамус (конкурс композиторів)
Міжнародний конкурс композиторів «Гаудеамус» (від назви старовинного студентського гімну Gaudeamus) — міжнародний конкурс в області академічної музики, що проводиться однойменною фондом у Нідерландах з 1945 року. Конкурс проводиться серед молодих композиторів (у віці до 31 року) в рамках Міжнародного тижня музики «Гаудеамус». Проходить щорічно в Амстердамі.

## Лауреати
- 1957 Петер Схат (Нідерланди)
- 1958 Отто Кеттінг (Нідерланди)
- 1959 Луї Андріссен (Нідерланди)
- 1960 Ларс Юхан Верле (Швеція)
- 1961 Пер Нергорд (Данія)
- 1962 Пауліна Оліверос (США)
- 1963 Арне Меллнес (Швеція)
- 1964 Іб Нерхольм (Данія)
- 1965 Юп Страссер (Нідерланди) і Маріо Бертончіні (Італія)
- 1966 Альфред Янсон (Норвегія) і Тон Брейнел (Нідерланди)
- 1967 Ханс Йоахім Хеспос (ФРН), Костін Міеряну (Румунія), Моріс Бенаму (Франція), Жан Ів Боссер (Франція) і Тона Шерхен (Швейцарія)
- 1968 Вінко Глобокар (Франція)
- 1969 Йос Кунст (Нідерланди)
- 1970 Ян Врінд (Нідерланди)
- 1971 Джон Макгуайр (США)
- 1972 Даніель Ленц (США)
- 1973 Моріс Веддінгтон (США)
- 1974 Християн Детлефсен (Данія)
- 1975 Роберт Сакстон (Велика Британія)
- 1976 Фабіо ВАК (Італія)
- 1977 Щербан Никифор (Румунія)

1978-1983 — премія не вручалася
- 1984 Мауро Карді (Італія)
- 1985 Чин Инсук (Південна Корея)
- 1986 Урош Ройко (Югославія)
- 1987 Карен Танака (Японія)
- 1988 Мікаель Жаррель (Швейцарія)
- 1989 Річард Барретт (Велика Британія)
- 1990 Клаус Штеффен Манкопф (Німеччина) і Паоло Аралла (Італія)
- 1991 Асбьерн Шаатун (Норвегія)
- 1992 Йорг Біркенкеттер (Німеччина)
- 1993 Давид дель Пуерто (Іспанія)
- 1994 Річард Ейрес (Велика Британія)
- 1995 Хесус Торрес (Іспанія) і Майкл Естерле (Канада)
- 1996 Режіса Кампо (Франція)
- 1997 Хан Цзоу (Китай)
- 1998 Куміко Омура (Японія) і Джефф Хеннан (Велика Британія)
- 1999 Мішель ван дер Аа (Нідерланди)
- 2000 Янніс Кіріакідес (Кіпр)
- 2001 Палле Дальстедт (Швеція) і Такуя Імахорі (Японія)
- 2002 Валеріо Мурат (Італія)
- 2003 Дмитро Курляндський (Росія)
- 2004 Сампо Хаапамякі (Фінляндія)
- 2005 Оскар Б'янкі (Італія)
- 2006 Лефтеріс Пападімітріу (Греція) та Габріель Паюк (Аргентина)
- 2007 Крістофер Трапані (США)
- 2008 Хак Ходж (США)
- 2009 Тед Херн (США)
- 2010 Марко Нікодієвич (Сербія/Німеччина)
- 2012 Констянтин Гоєр[2]
- 2013 Тобіас Кліх (Німеччина)
- 2014 Анна Корсун (Україна)[3]